# Paars lint
Het paarse lint of "purple ribbon" wordt gedragen om de internationale strijd tegen het geweld tussen verschillende personen, te steunen zoals geweld tegen vrouwen. Wereldwijd zijn er diverse actiegroepen welke dit lint dragen. In Nederland en België staat het voor de strijd tegen het misbruik van kinderen. Ook staat deze voor gynaecologisch kanker.
Purple Ribbons en rode rozen zijn symbolen om meer bekendheid te geven aan Taaislijmziekte.
In Amerika staat het paarse lint oftewel purple ribbon onder andere voor alvleesklierkanker en de strijd daartegen. November daar is de Pancreatic Cancer Awareness Month.
Verder staat het paarse lint nog voor een veelvoud aan neurologische aandoeningen, waaronder epilepsie.